# António de Aguiar
D. António de Aguiar (Funchal, c. 1555 - 8 de Abril de 1631) foi um prelado português, natural da Madeira. Foi bispo de Ceuta e Tânger entre 1613 e 1631.

## Origem e primeiros anos
António de Aguiar nasceu no Funchal, possivelmente na então denominada Meia Légua, que mais tarde viria a constituir a futura freguesia de São Martinho. Em nota de rodapé aposta ao título de Aguiares, §2.3, da cópia tirada em 1844 pela Câmara Municipal do Funchal do Nobiliário Genealógico de Henrique Henriques de Noronha, datado de 1700, lê-se que Rui Dias de Aguiar "o moço", filho de Rui Dias de Aguiar "o velho", houve uma filha bastarda, por nome Ana Rodrigues de Aguiar, mulher de Diogo Gonçalves, lavrador de São Martinho, dos quais nasceu o bispo de Ceuta, D. António de Aguiar. O avô, Rui Dias de Aguiar, ausentara-se "por um crime para Arzila, onde morreu servindo"; o pai deste, do mesmo nome, e por isso cognominado "o Velho", "serviu em África e morreu na Fortaleza de Cabo da Gué, após a ter valorosamente libertado", disso dando testemunha o poeta Manuel Tomás na sua Insulana, no Livro VII, oit. 103 e 104. O trisavô de António de Aguiar seria, assim, Diogo Afonso de Aguiar, um dos quatro fidalgos enviados pelo Infante Dom Henrique à Madeira, com o fim de casar com uma das filhas de João Gonçalves Zarco, vindo a casar com a terceira filha, Isabel Gonçalves.
Entre 1581 e 1589, documenta-se António Aguiar, filho de Diogo Gonçalves, natural da Madeira, estudando Teologia na Universidade de Coimbra, fazendo supor que o seu nascimento possa ter ocorrido por 1555.
A 22 de Junho de 1613, quando foi proposto para ocupar a diocese de Ceuta e Tânger, por transferência de D. Agostinho Ribeiro para a diocese de Angra, era prior da igreja de Podentes, na diocese de Coimbra.

## Bispo de Ceuta

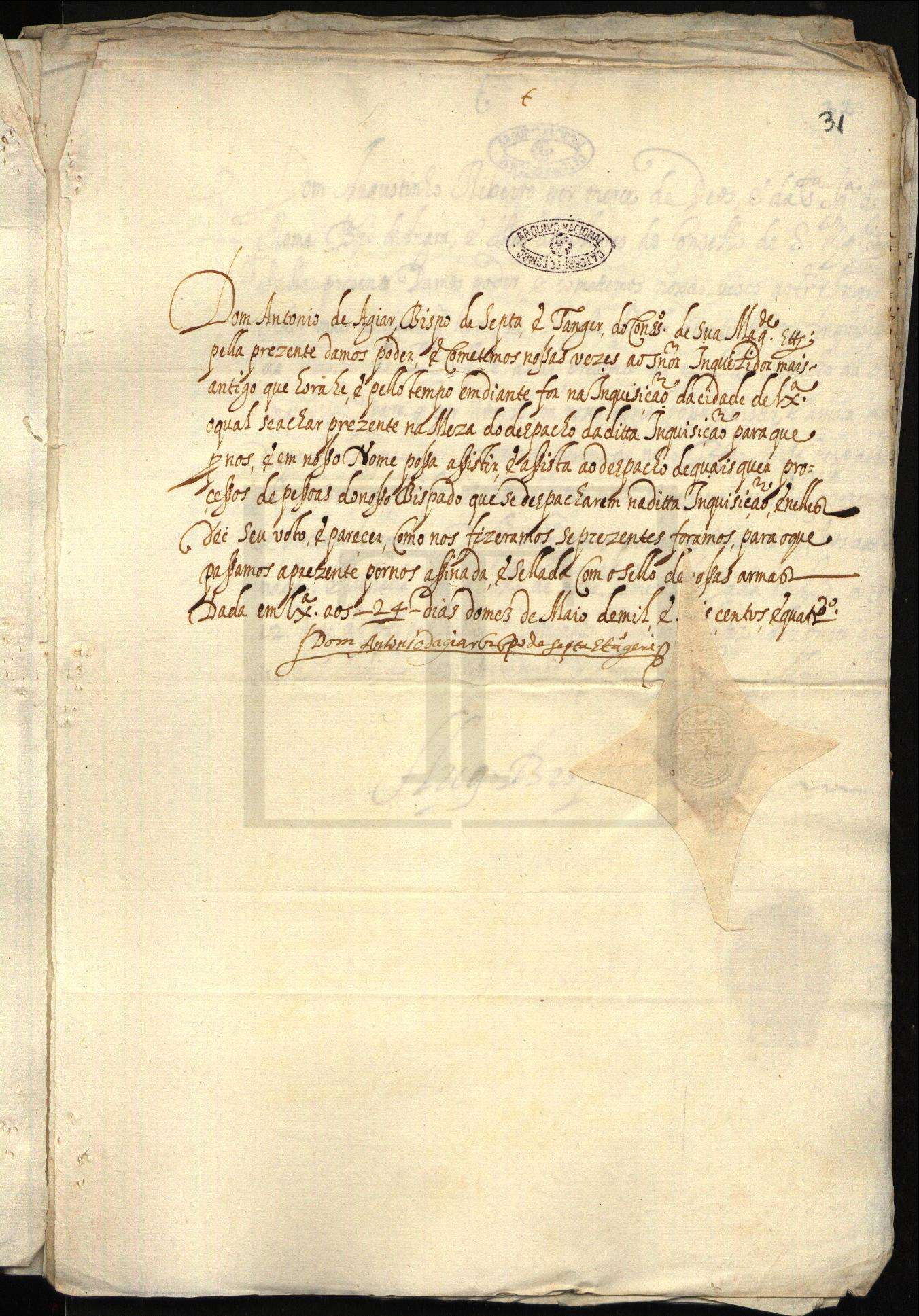
Procuração de D. António de Aguiar, bispo de Ceuta e de Tânger, ao inquisidor mais velho do Tribunal do Santo Ofício de Lisboa, para que aja em seu nome na Mesa da Inquisição, datada de 24 de Maio de 1614.

Embora o Visconde de Paiva Manso afirme que em 1620 ainda era bispo de Ceuta D. Heitor de Valadares Sottomayor, documenta-se a proposta de António de Aguiar, então prior da igreja de Podentes, para ocupar a diocese de Ceuta e Tânger, a 22 de Junho de 1613.
Em 24 de Maio de 1614, documenta-se em Lisboa, sendo já bispo de Ceuta e Tânger, quando passa procuração ao inquisidor mais velho do Tribunal do Santo Ofício de Lisboa, para que aja em seu nome na Mesa da Inquisição.
Em data anterior a 1622, deu o lugar de pregador na sé daquela cidade a frei Jerónimo de Jesus, mais tarde eleito bispo por duas vezes em Ceuta.
Em 1623, surge como bispo de Ceuta na relação dos bispos que então existiam em Portugal, elaborada por D. Rodrigo da Cunha.
Sendo bispo de Ceuta, colocou por obrigação ao Convento da Santíssima Trindade de Ceuta que os seus religiosos pregassem na sé, e ensinassem latim à mocidade. Em data entre 1627 e 1638, estando o Redentor Geral e Procurador Geral dos Cativos, padre frei António da Assunção, residindo naquele convento, e tendo conseguido do rei de Portugal provisão para se reedificar o convento, conseguiu igualmente que este fosse isentado da obrigação colocada por D. António de Aguiar, alegando que aquando da sua fundação o rei D. Sebastião não havia colocado outro ónus que o do resgate dos cativos.
Em 1625, por ocasião das inquirições que se tiraram em Ceuta com vista à canonização de frei Manuel Nunes, primeiro ministro e tutelar do Convento da Santíssima Trindade, elevaram-se as suas relíquias,ordenando que se as trasladassem da "humilde sepultura em que jazião, com hymnos, & canticos Ecclesiasticos, a hum custoso nicho, q se abrio em sublime lugar do claustro, junto à Sacristia, onde de presente [1657] são visitadas, & veneradas de todos cō piissimo culto".
Durante o tempo em que era bispo em Ceuta foi governador e capitão general de Tânger D. Fernando de Mascarenhas, mais tarde conde da Torre.
Morreu a 8 de Abril de 1631, deixando em testamento dez cruzados à Santa Casa da Misericórdia.
Em 1635 era seu sucessor no bispado de Ceuta D. Gonçalo da Silva.